# Veit Wank
Veit Wank (* 1963 in Sömmerda) ist ein deutscher Sportwissenschaftler.
Nach dem Studium der Sportwissenschaften und Biologie in Jena wurde er 1990 mit einer Arbeit zur Biomechanik promoviert. 2000 habilitierte er sich, von 2001 bis 2004 war er wissenschaftlicher Mitarbeiter im Sonderforschungsbereich „Humanoide Roboter“ an der Universität Karlsruhe.
Seit 2005 hat er eine Professur mit den Schwerpunkten Bewegungslehre, Biomechanik und Trainingslehre an der Eberhard Karls Universität Tübingen inne.

## Veröffentlichungen
- Modellierung und Simulation von Muskelkontraktionen. Jena 1993 (= Dissertation Jena 1993).
- Aufbau und Anwendung von Muskel-Skelett-Modellen zur Bestimmung biomechanischer Muskelparameter. Jena 2000 (= Habilitation Jena 2000).
- als Herausgeber zusammen mit Hendrik Heger: Biomechanik. Grundlagenforschung und Anwendung. Vom 3. – 4. April 2009 in Tübingen. Hamburg 2010, ISBN 978-3-88020-547-5.